# Leonardo Bertone
Leonardo Bertone (sinh ngày 14 tháng 3 năm 1994 ở Wohlen bei Bern) là một cầu thủ bóng đá người Thụy Sĩ hiện tại thi đấu ở vị trí tiền vệ phòng ngự cho BSC Young Boys tại Giải bóng đá vô địch quốc gia Thụy Sĩ.
Anh có màn ra mắt trong mùa giải 2011/12, trận ra sân duy nhất của anh trong suốt mùa giải.
Anh là một phần của đội hình Young Boys giành chức vô địch tại Giải bóng đá vô địch quốc gia Thụy Sĩ 2017-18, danh hiệu đầu tiên sau 32 năm.

## Danh hiệu
Young Boys
- Giải bóng đá vô địch quốc gia Thụy Sĩ: 2017-18